# Radziejów (gemeente)
De gemeente Radziejów is een landgemeente in het Poolse woiwodschap Koejavië-Pommeren, in powiat Radziejowski.
De zetel van de gemeente is in Radziejów.
Op 30 juni 2004 telde de gemeente 4386 inwoners.

## Oppervlakte gegevens
In 2002 bedroeg de totale oppervlakte van gemeente Radziejów 92,6 km², waarvan:
- agrarisch gebied: 95%
- bossen: 0%

De gemeente beslaat 15,26% van de totale oppervlakte van de powiat.

## Demografie
Stand op 30 juni 2004:
| Omschrijving                   | Totaal | Totaal | Vrouwen | Vrouwen | Mannen | Mannen |
| ------------------------------ | ------ | ------ | ------- | ------- | ------ | ------ |
| eenheid                        | aantal | %      | aantal  | %       | aantal | %      |
| inwoners                       | 4386   | 100    | 2196    | 50,1    | 2190   | 49,9   |
| bevolkingsdichtheid (inw./km²) | 47,4   | 47,4   | 23,7    | 23,7    | 23,7   | 23,7   |

In 2002 bedroeg het gemiddelde inkomen per inwoner 1009,86 zł.

## Administratieve plaatsen (sołectwo)
Bieganowo, Biskupice, Broniewo, Broniewek-Płowki, Czołowo, Czołówek, Kwilno-Kłonówek, Opatówice, Piołunowo, Płowce, Pruchnowo, Przemystka, Skibin, Stary Radziejów-Kolonia, Stary Radziejów, Szostka Duża, Wąsewo-Kolonia, Zagórzyce.

## Aangrenzende gemeenten
Bytoń, Dobre, Kruszwica, Osięciny, Piotrków Kujawski, Radziejów